# Иуда (писатель)
Иу́да (др.-греч. Ἰούδας; лат. Judas; II век — начало III века) —  раннехристианский писатель, хронист. Сведения о нём очень скудные. Иуда жил во времена правления императора Севера, написал Хронику до десятого года царствования императора Севера. В своём сочинении Иуда размышляя о семидесяти седьминах (Дан. 9:24) пророка Даниила, предсказывал близкий конец света и пришествие Антихриста. Предсказания Иуды были связаны с общими настроениями в умах верующих, ввиду непрерывных гонений на христиан. Сочинение не сохранилось.
Евсевий Кесарийский в своей книге «Церковная история» упоминает о Иуде. 52 глава книги Иеронима Стридонского «О знаменитых мужах» посвящена  Иуде.